# Алтай (Семей)
Вижте пояснителната страница за други значения на Алтай.
Футболен клуб „Алтай“ (на казахски: „Алтай“ футбол клубы) – казахстански футболен клуб от град Семей, Източноказахстанска област. Отборът е основан през 2016 година. Пряк наследник на Семейския Спартак.

## История
Решението на акима на Източноказахстанска област Даниал Ахметов, да се обединят отборите на „Восток“ и „Спартак“ през 2016 година и да се създаде клуб с името „Алтай“. Решението е прието с цел да се съхрани бюджета на региона. За генерален директор бива назначен Сержан Чайжунусов. Главен треньор става казахския специалист Игор Востриков.

## Стадиони
Футболният отбор има два стадиона – Восток (Уст Каменогорск) и Спартак (Семей). Половината от мачовете си отбора приема в единия град, а другата във втория.

## Български футболисти
- Пламен Димов: 2016 - (17 мача - 1 гол)